# Апа’апаи
Апа’апаи (тонг. Apaʻapai) или апа апа (тонг. Apa apa) или апиа апа (тонг. Apia apa) — боевая и тренировочная палица, короткодревковое ударно-дробящее холодное оружие племен острова Тонга, имевшее также культовое значение. Существует более 60 видов апа’апаи.

## Описание
Апа’апаи представляет собой дубинку из дерева, длиной от 85 см и до 120 см. Состоит из круглой расширяющейся рукояти и ударно-боевой части в виде утолщения в форме треугольника, квадрата или ромба. Встречаются палицы, где навершье делится на нескольких секций.
Заостренная к низу рукоять в старые времена оставлялась гладкой, на более современных образцах рукоять украшалась орнаментами. Встречаются апа’апаи в рукояти которых проделывают отверстия для шнурка.  Ударная часть палицы чаще всего украшалась. Она была покрыта сложными резными полосами с узорами и геометрическими фигурами. Реже можно встретить изображения людей и животных. Такое украшение, известное как «тата», было уникальным для каждой палицы. Эти изображения, по мнению древних тонганцев, наделяли индивидуальными сверхъестественными способностями. В знак признания этих качеств войны давали имена своей палице.

## Изготовление
Изготовлением апа’апаи занимались специальные мастера, которых называли «туфунга тата» тонг. tufunga tata. Также они были ответственны за резьбу на тонганских домах и лодках. Однако изготовление апа’апаи было одними из самых сложных задач для мастеров-резчиков. Сложность заключалась в утонченной форме резьбы на палице, который соответствовал системе правил, определяющих пропорции размеров, кривизну линий, форму и количество украшений, соответствующий его типу, и так далее.
Более ранние образцы имеют более простую форму резьбы. Связано это с тем, что в прошлом  туфунга тата  использовали каменные и костяные инструменты, а также резаки сделанные из зубов акулы. С появлением металлических инструментов дубинки смогли украшать более сложной резьбой.

## Узоры
В узорах апа’апаи с использованием уникальной западно-полинезийской техники были закодированы индивидуальные для каждого бойца изображения. Которые по мнению тонганцев обладали определенными сверхъестественными способностями.
На палицах изображали богов, людей, собак, рыб, черепах и птиц.
Каждое животное имело своё сакральное значение и символику.
Изображение собаки символизировало силу. Часто они изображаются вместе с человеческими фигурами.
Птицы, чаще всего, голуби указывали на знатное происхождение хозяина плицы. Изображение Полосатого пастушка было священным и наносилось только на апа’апаи короля Тонга. Также птицы могли представлять воплощенных богов. Фигуры божеств, которые вырезали на  булаве, по мнению тонганцев защищали воина в бою. Человеческие фигуры часто изображали с видимой инвалидностью, считалось, что это фигуры великих воинов, предков и они добавляли магическую силу оружию.

## Применение
Палицы из кокосовых листьев использовались войнами для тренировок и во время ритуальных церемоний. Материалом для их изготовления служил гибкий и волокнистый стебель кокосовой пальмы. Для войны использовались более прочные палицы из казуарина.